# Sportovní gymnastika na Letních olympijských hrách 2004
Sportovní gymnastika na Letních olympijských hrách 2004.

## Medailisté

### Muži
| Soutěž                | Zlato | Stříbro | Bronz |
| --------------------- | --- | --- | --- |
| Víceboj – družstva    | Japonsko (JPN) · Takehiro Kašima · Hisaši Mizutori · Daisuke Nakano · Hirojuki Tomita · Naoja Cukahara · Isao Joneda | Spojené státy americké (USA) · Jason Gatson · Morgan Hamm · Paul Hamm · Brett McClure · Blaine Wilson · Guard Young | Rumunsko (ROU) · Marian Drăgulescu · Ilie Daniel Popescu · Dan Nicolae Potra · Răzvan Dorin Şelariu · Ioan Silviu Suciu · Marius Urzică |
| Víceboj – jednotlivci | Paul Hamm · Spojené státy americké (USA)                                                                             | Kim Dae-Eun · Jižní Korea (KOR)                                                                                     | Yang Tae-Young · Jižní Korea (KOR) |
| Prostná               | Kyle Shewfelt · Kanada (CAN)                                                                                         | Marian Drăgulescu · Rumunsko (ROU)                                                                                  | Jordan Jovčev · Bulharsko (BUL) |
| Kůň našíř             | Tcheng Chaj-pin · Čína (CHN)                                                                                         | Marius Urzică · Rumunsko (ROU)                                                                                      | Takehiro Kašima · Japonsko (JPN) |
| Kruhy                 | Dimosthenis Tampakos · Řecko (GRE)                                                                                   | Jordan Jovčev · Bulharsko (BUL)                                                                                     | Juri Chechi · Itálie (ITA) |
| Přeskok               | Gervasio Deferr · Španělsko (ESP)                                                                                    | Jevgēņijs Saproņenko · Lotyšsko (LAT)                                                                               | Marian Drăgulescu · Rumunsko (ROU) |
| Bradla                | Valerij Hončarov · Ukrajina (UKR)                                                                                    | Hirojuki Tomita · Japonsko (JPN)                                                                                    | Li Siao-pcheng · Čína (CHN) |
| Hrazda                | Igor Cassina · Itálie (ITA)                                                                                          | Paul Hamm · Spojené státy americké (USA)                                                                            | Isao Joneda · Japonsko (JPN) |

### Ženy
| Soutěž                | Zlato | Stříbro | Bronz |
| --------------------- | --- | --- | --- |
| Víceboj – družstva    | Rumunsko (ROU) · Oana Banová · Alexandra Eremiaová · Cătălina Ponorová · Monica Roşuová · Nicoleta Daniela Şofronieová · Silvia Stroescuová | Spojené státy americké (USA) · Mohini Bhardwajová · Annia Hatchová · Terin Humphreyová · Courtney Kupetsová · Courtney McCoolová · Carly Pattersonová | Rusko (RUS) · Ljudmila Ježovová · Světlana Chorkinová · Marija Krjučkovová · Anna Pavlovová · Jelena Zamolodčikovová · Natalja Ziganšinová |
| Víceboj – jednotlivci | Carly Pattersonová · Spojené státy americké (USA)                                                                                           | Světlana Chorkinová · Rusko (RUS) | Čang Nan · Čína (CHN) |
| Kruhy                 | Monica Roşuová · Rumunsko (ROU) | Annia Hatchová · Spojené státy americké (USA) | Anna Pavlovová · Rusko (RUS) |
| Bradla                | Émilie Le Pennecová · Francie (FRA) | Terin Humphreyová · Spojené státy americké (USA) | Courtney Kupetsová · Spojené státy americké (USA)                                                                                          |
| Kladina               | Cătălina Ponorová · Rumunsko (ROU) | Carly Pattersonová · Spojené státy americké (USA) | Alexandra Eremiaová · Rumunsko (ROU) |
| Prostná               | Cătălina Ponorová · Rumunsko (ROU) | Nicoleta Daniela Şofronieová · Rumunsko (ROU) | Patricia Morenová · Španělsko (ESP) |

## Přehled medailí
| Pořadí | Země                         | Zlato | Stříbro | Bronz | Celkově |
| ------ | ---------------------------- | ----- | ------- | ----- | ------- |
| 1.     | Rumunsko (ROU)               | 4     | 3       | 3     | 10      |
| 2.     | Spojené státy americké (USA) | 2     | 6       | 1     | 9       |
| 3.     | Japonsko (JPN)               | 1     | 1       | 2     | 4       |
| 4.     | Itálie (ITA)                 | 1     | 0       | 1     | 2       |
| 5.     | Čína (CHN)                   | 1     | 0       | 2     | 3       |
| 6.     | Španělsko (ESP)              | 1     | 0       | 1     | 2       |
| 7.     | Ukrajina (UKR)               | 1     | 0       | 0     | 1       |
| 8.     | Kanada (CAN)                 | 1     | 0       | 0     | 1       |
| 9.     | Francie (FRA)                | 1     | 0       | 0     | 1       |
| 9.     | Řecko (GRE)                  | 1     | 0       | 0     | 1       |
| 11.    | Rusko (RUS)                  | 0     | 1       | 2     | 3       |
| 12.    | Bulharsko (BUL)              | 0     | 1       | 1     | 2       |
| 13.    | Jižní Korea (KOR)            | 0     | 1       | 1     | 2       |
| 14.    | Lotyšsko (LAT)               | 0     | 1       | 0     | 1       |
| Celkem | Celkem                       | 14    | 14      | 14    | 42      |